# Antoine de Saint-Exupéry
Antoine Marie Jean-Baptiste Roger, conde de Saint-Exupéry (Lyon, 29 de junio de 1900-Mar Mediterráneo, cerca de Marsella, 31 de julio de 1944), conocido como Antoine de Saint-Exupéry, fue un aviador y escritor francés, autor de la famosa obra El principito.

## Biografía

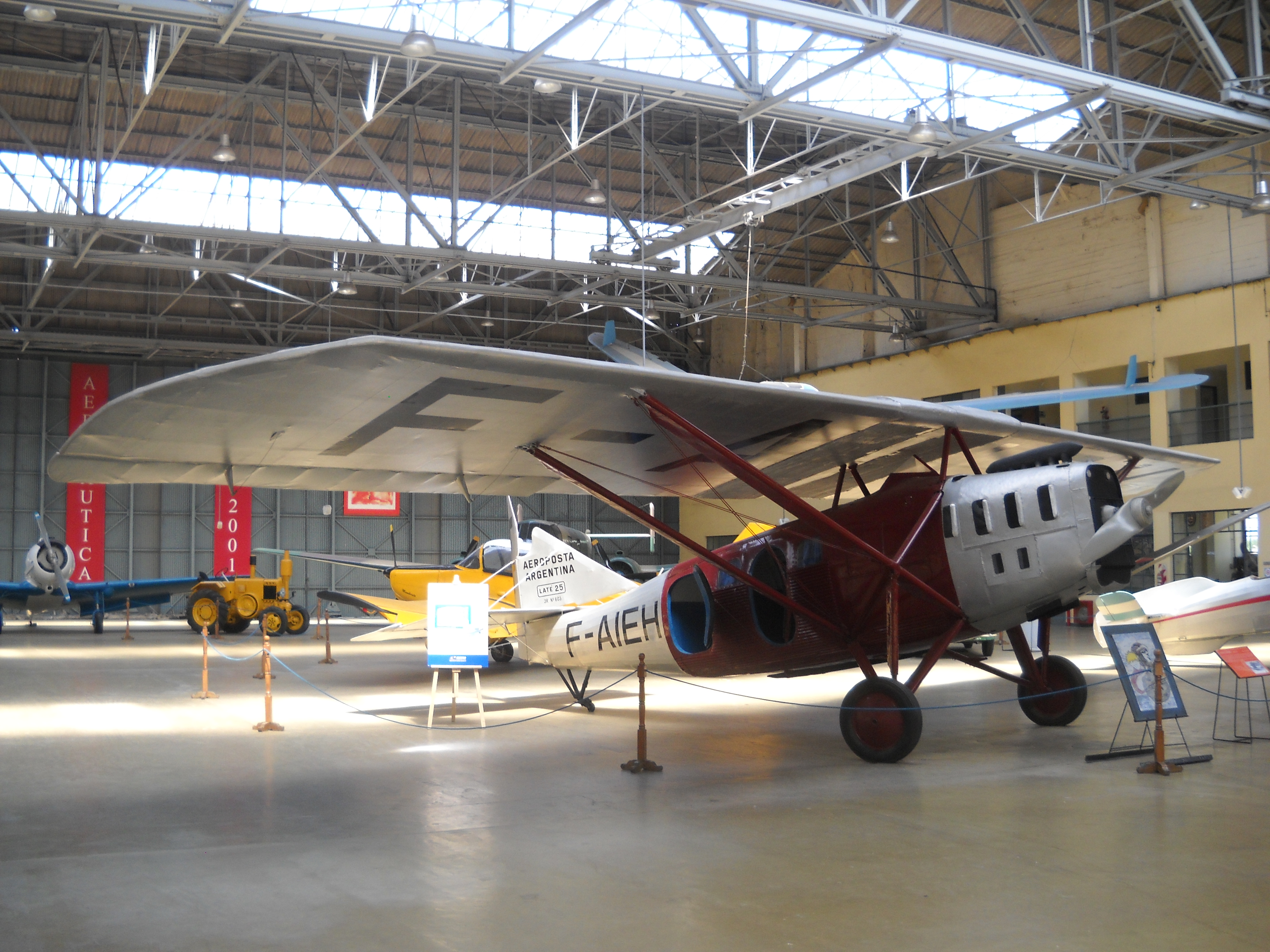
Latécoère 25, matrícula F-AIEH, uno de los aviones que pilotó Antoine de Saint-Exupéry, cuando trabajara como piloto y director de la empresa Aeroposta Argentina. Se encuentra preservado y en exhibición públicamente en el Museo Nacional de Aeronáutica de Argentina.

Nació el 29 de junio de 1900, quedó huérfano de padre a los cuatro años y se crio en el entorno femenino de una familia aristocrática de la ciudad de Lyon, donde su madre trabajaba como enfermera.
Tenía tres hermanas y un hermano menor, François, que murió de fiebre reumática a los quince años, mientras transcurría la Primera Guerra Mundial. Saint-Exupéry cuidó de este, su máximo confidente, en el lecho de muerte, escenario que lo inspiró a escribir: «Por un instante, [François] quedó inmóvil. No gritó. Luego, cayó lentamente, como cae un árbol joven», una imagen que después recrearía en el final de El principito. Como su padre había muerto con anterioridad, a los diecisiete años el futuro escritor se convirtió en el único hombre de la familia.
Terminó el bachillerato en 1917, en el colegio marianista Villa Saint-Jean de Friburgo (Suiza), y tras ser rechazado en la escuela naval, se hizo piloto cuando estaba cumpliendo el servicio militar en 1920, en Estrasburgo. No tardó en integrarse en la escuadrilla de pilotos que cubrían los tramos de «la Línea» que transportaba el correo entre Toulouse, Barcelona, Málaga, Tetuán, Sahara español, hasta las antiguas colonias francesas, en lo que luego fue Senegal. A finales de 1927 fue destinado como jefe de escala a Cabo Juby, entonces bajo administración española, donde inició con cierta constancia su vocación literaria. En 1928 se trasladó a Sudamérica. En 1929 se publicó Correo del Sur y a finales de 1930, Vuelo nocturno, que le supuso un gran éxito al obtener el premio Femina; ambas obras giran en torno a sus experiencias como aviador.
Vivió en Buenos Aires, donde conoció a quien sería su esposa: la salvadoreña Consuelo Suncín. Recibió el cargo de director de la empresa Aeroposta Argentina, filial de la Aéropostale, donde tuvo la misión de organizar la red de América. A partir de 1931, la progresiva bancarrota de la Aéropostale puso término a uno de los capítulos más épicos de los pioneros de la aviación, aunque todavía se extenderían sus hazañas hasta la revolución aeronáutica provocada por la Segunda Guerra Mundial.
Desde 1932, Saint-Exupéry se consagró al periodismo y la escritura. Hizo reportajes sobre la Indochina Francesa (hoy Vietnam) en 1934, sobre Moscú en 1935 y sobre España en 1936, previos al inicio de la Guerra Civil. Sin embargo, no dejó de volar como piloto de pruebas, participando en algunos «raids» o intentos de récords, que en ocasiones se saldaron con graves accidentes, como el ocurrido en la zona del Sahara vecina a Egipto en 1935.
Sus reflexiones sobre el humanismo las recogió en Tierra de hombres, publicado en 1939. Ese mismo año, fue movilizado por el Ejército del Aire, como piloto de una escuadrilla de reconocimiento aéreo, caracterizada por misiones suicidas y estratégicamente absurdas, en pleno arrollador avance alemán. Tras el armisticio forzado por la ocupación alemana de Francia, abandonó Francia y, a través de sus agentes literarios, se instaló en Nueva York, llegando a participar en alguna de las campañas orquestadas para que los estadounidenses entraran en la guerra.
Descontento con su participación pasiva en el conflicto y habiendo sido rechazado sistemáticamente como piloto, por fin, en la primavera de 1944, fue destinado a Cerdeña y luego a Córcega en una unidad de reconocimiento fotográfico del frente alemán en los prolegómenos del desembarco aliado en Provenza. El 31 de julio de 1944, a las 8:45 horas, Saint-Exupéry despegó a bordo de un Lightning P-38 para una misión de reconocimiento sin armamento de una base aérea en Córcega, con una autonomía de vuelo de seis horas, sobre los movimientos de las tropas alemanas en el valle del Ródano poco antes de la invasión aliada del sur de Francia. No regresó jamás.

## Accidentes aéreos

### Accidente en el desierto del Sahara en 1935
El 30 de diciembre de 1935, después de un viaje de 19 horas y 38 minutos, Saint-Exupéry y su navegador André Prevot se vieron obligados a realizar un aterrizaje forzoso en la parte de Libia del desierto del Sahara, en camino a Saigón. Su avión era un Caudron C-630 Simoun n7041 (matrícula F-ANRY), con el que pretendían batir el récord de tiempo de vuelo de París a Saigón por un premio de 150 000 francos. Ambos sobrevivieron al aterrizaje, pero sufrieron los estragos de la rápida deshidratación en el Sahara, no tenían idea de su ubicación y, según sus memorias, lo único que tenían para alimentarse eran uvas, dos naranjas y una pequeña ración de vino. Experimentaron alucinaciones visuales y auditivas, para el tercer día estaban tan deshidratados que dejaron de transpirar y finalmente, al cuarto día, un beduino en camello los descubrió, y les salvó la vida. El relato Tierra de hombres y El principito son claras referencias a esta experiencia.

### Desaparición
Después de dos años en América del Norte, regresó a Europa para volar con las Fuerzas francesas libres y luchar con los Aliados en un escuadrón basado en el Mediterráneo. Con 44 años, no solo era más viejo que la mayoría de los hombres en servicio, sino que también sufría dolores, debido a sus múltiples fracturas. Fue asignado con algunos otros pilotos a un escuadrón de cazas bimotor P-38 Lightning, que un funcionario describió como aeronaves «desgastadas por la guerra, sin condiciones de aeronavegabilidad». Después de destrozar un P-38 debido a un fallo de motor en su segunda misión, se quedó en tierra durante ocho meses, pero fue reinstalado en misiones de vuelo por el mando aliado estadounidense.
En 1943, Charles de Gaulle afirmó públicamente que Saint-Exupéry apoyaba a Alemania. Esta afirmación fue hecha tras publicarse Piloto de guerra en la Francia de Vichy, en 1942. Se editaron solo 2100 copias y el libro fue prohibido en 1943.
Saint-Exupéry nunca apoyó a De Gaulle, pues pensaba que ponía «su ambición política por encima del bienestar de Francia», pero siempre luchó con la Resistencia francesa.[cita requerida]
Estas insinuaciones hechas por De Gaulle fueron devastadoras para el autor y, aunadas a problemas económicos y personales, han dado origen a la teoría de su suicidio.
La última misión de reconocimiento de Saint-Exupéry fue con el fin de recoger información para la inteligencia sobre los movimientos de las tropas alemanas en el valle del Ródano y sus alrededores antes de la invasión aliada del sur de Francia, conocida como Operación Dragon. El 31 de julio de 1944, a las 8:45 horas, despegó a bordo de un Lightning P-38 sin armamento de una base aérea en Córcega, con una autonomía de vuelo de 6 horas.
Como no regresó, a las 13:00 el capitán René Gavoille (comandante de la escuadra) advirtió a los radares acerca de la desaparición de Saint-Exuperý. A las 14:30, el avión se dio por desaparecido. El 1 de agosto, una mujer informó haber visto un accidente aéreo alrededor del mediodía, cerca de la bahía de Carqueiranne junto a Tolón. Un cadáver sin identificar que llevaba insignias francesas fue encontrado varios días después al este del archipiélago Frioul al sur de Marsella y enterrado en Carqueiranne en septiembre.

### Descubrimiento en el mar
Antoine de Saint-Exupéry Consuelo
c/o Reynal and Hitchcock Inc.
386 4th Ave. NY City USA

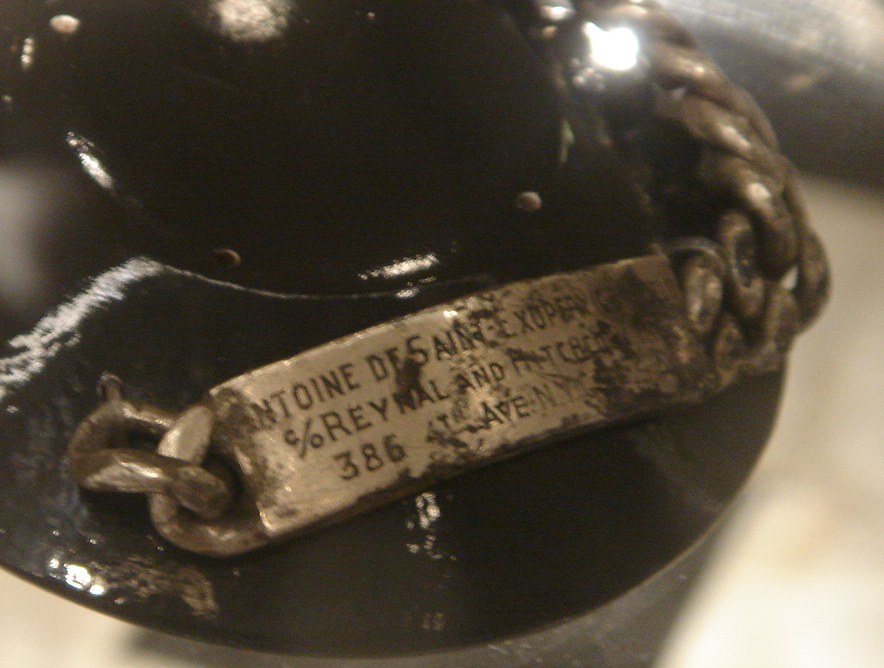
Brazalete de Saint-Exupéry hallado en septiembre de 1998Antoine de Saint-Exupéry Consuelo
c/o Reynal and Hitchcock Inc.
386 4th Ave. NY City USA

El 7 de septiembre de 1998, un pescador llamado Jean-Claude Antoine Bianco (54) encontró, a media milla náutica (927 metros) al este de la isla de Riou (unos 20 km al sureste de Marsella), una pulsera de plata de identidad (gourmette) con el nombre de Saint-Exupéry y de su esposa Consuelo y sus editores, Reynal y Hitchcock, enganchado a un trozo de tela, probablemente de su traje de vuelo.
El 23 de mayo de 2000, un buzo llamado Luc Vanrell encontró los restos de un P-38 Lightning esparcidos en el fondo del mar a media milla náutica (927 metros) al este de la isla de Riou, cerca de donde se había encontrado el brazalete. Los restos del avión se recuperaron el 3 de octubre de 2003. El 7 de abril de 2004, investigadores del Departamento de Arqueología Subacuática confirmaron que los restos del avión encontrados eran, ciertamente, los del Lightning P-38 F-5B de reconocimiento de Saint-Exupéry. No se encontraron marcas o agujeros atribuibles a disparos. Sin embargo, esto no fue considerado significativo, ya que solo se recuperó una pequeña parte de la aeronave. En junio de 2004, los fragmentos fueron entregados al Museo del Aire y del Espacio en Le Bourget.
La ubicación del lugar del accidente y el brazalete está a menos de 80 km por mar de Carqueiranne, donde se encontró el cadáver de un soldado francés desconocido, por lo cual es posible, aunque no se ha confirmado, que ese fuese el cadáver de Saint-Exupéry y que fuera llevado hasta ahí por las corrientes marinas tras el accidente.

### Especulaciones de marzo de 2008
En 1982, el alemán Günther Stedtfeld (expiloto de la escuadrilla Molders, de la aviación alemana) encontró en un número de 1972 de la revista alemana de aviación Der Landser un informe y una carta de las que dedujo que Saint-Exupéry podría haber sido abatido por un caza alemán y precipitado al mar. El piloto alemán era un joven aspirante, Robert Heichele ―quien, varios días después, fue muerto en el sur de Francia―. Pero antes, Heichele había consignado su victoria en un informe y la había mencionado en una carta a un amigo.
En marzo de 2008, el periodista alemán Horst Rippert (hermano del cantante Iván Rebroff), de 85 años de edad y expiloto de la Luftwaffe narró a La Provence, un periódico de Marsella, que atacó y derribó un P-38 Lightning el 31 de julio de 1944 en la zona donde se encontró el avión de Saint-Exupéry.
Rippert, que estaba en una misión de reconocimiento sobre el mar Mediterráneo, dijo que vio y atacó a un P-38 Lightning con un emblema francés, cerca de Tolón, y vio cómo el Lightning se estrelló en el mar. Tras la guerra, Horst Rippert fue reportero de televisión y dirigió la sección deportiva del canal ZDF. Publicó un libro donde mencionaba el posible derribo de Saint-Exupéry. La historia de Rippert no es verificable y fue recibida con escepticismo por algunos investigadores franceses y alemanes.
Sin embargo, fuentes de archivo contemporáneos ―que incluyen comunicaciones de radio interceptadas de la Luftwaffe (fuerza aérea alemana)―, sugieren fuertemente que Saint-Exupéry no fue derribado por un avión alemán. El 30 de julio de 1944, el aviador alemán Feldwebel Guth ―del 3.º Jagdgruppe 200, la unidad en la que Rippert estaba sirviendo― derribó un Lightning estadounidense. En las listas que se encuentran en poder del archivo militar alemán Bundesarchiv-Militärarchiv se registra el reclamo por el derribo realizado por Feldwebel Guth. El informe de inteligencia de señales de la Fuerza Aérea Aliada en el Mediterráneo correspondiente al 30 de julio de 1944 indica que «a las 11:15 fue derribado un avión aliado de reconocimiento». El progreso de la intercepción fue seguido por las estaciones de radar y de monitorización de radio de los aliados y quedó documentado en el Missing Air Crew Report (informe de pérdida de tripulación aérea) n.º 7339 acerca de la pérdida del teniente segundo Gene C. Meredith del Escuadrón Fotográfico 23.º (del Quinto Grupo de Reconocimiento).

## Conmemoraciones

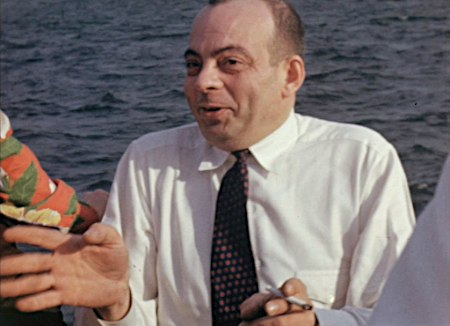
Antoine de Saint-Exupéry en Canadá, en mayo de 1942

En el sexagésimo aniversario de la muerte de Saint-Exupéry, se realizaron dos ceremonias conmemorativas en Marsella y en el aeropuerto de Bastia en Córcega, cercano al lugar donde ocurrió la muerte y el último despegue del aviador respectivamente; se colocaron flores y se celebró una misa a la que asistió un familiar del aviador.

## Bocetos encontrados
Unos bocetos de El principito, realizados por Saint-Exupéry, fueron descubiertos en octubre de 2019 en una vieja construcción del norte de Suiza, donde habían sido almacenados por un magnate inmobiliario entre decenas de miles de obras de arte.
Adquiridos 30 años antes en una subasta en Suiza, los bocetos estaban conservados dentro de una carpeta de cartón y se encuentran «en muy buen estado», precisó Elisabeth Grossmann, conservadora de la Fundación para el Arte, la Cultura y la Historia de Winterthur (cantón de Zúrich). La carpeta contenía tres dibujos vinculados a El principito -el bebedor en su planeta, la boa que digiere a un elefante acompañado de notas manuscritas, y el principito y el zorro- así como un poema ilustrado con un pequeño dibujo y una carta de amor dirigida a su mujer Consuelo.

## Obras
1. L'Aviateur (1926). El aviador (sin detalles específicos de una traducción reciente).
2. Courrier Sud (1928). Correo del Sur (1967, trad. de Susana Saavedra / Marco A. Galmarini, Argentina: Goncourt).
3. Vol de Nuit (1931). Vuelo nocturno (1942, trad. de Juan de Benavent, Esplugues de Llobregat, Barcelona: Plaza & Janés).
4. Terre des hommes (1939). Tierra de hombres (1939, trad. de Rafael Dieste, Buenos Aires: Editorial Sudamericana).
5. Pilote de guerre (1942). Piloto de guerra (1943, trad. de María Teresa López, Buenos Aires: Editorial Sudamericana).
6. Le Petit Prince (1943). El principito (1951, trad. de Bonifacio del Carril, Buenos Aires: EMECÉ).
7. Lettre à un otage (1944). Carta a un rehén (1944,  trad. de Marco A. Galmarini, Argentina: Goncourt).
8. Citadelle (1928). Ciudadela (1951, trad. de Bonifacio del Carril, Buenos Aires: EMECÉ).

### Literatura dramática
- Montalbán Kroebel, Pedro (2008). El Último Vuelo. Valencia: Universidad de Valencia, colección Teatro S.XXI. ISBN 978-84-370-7138-1.

### Novela biográfica
- Iturbe, Antonio (2017). A cielo abierto. Barcelona: Seix Barral, Novela literaria, Premio Biblioteca Breve 2017. ISBN 9788432232251.